# Morskie przejście graniczne Dziwnów
Morskie przejście graniczne Dziwnów znajduje się w Dziwnowie i może się na nim odbywać ruch osobowy morskimi statkami sportowymi i towarowy statkami rybackimi o polskiej przynależności, wykonującymi rybołówstwo morskie. Przejście obsługuje przede wszystkim ruch graniczny portu morskiego Dziwnów.
Obsługiwane jest przez Morski Oddział Straży Granicznej – placówkę w Świnoujściu. Punkt odpraw granicznych znajduje się w budynku Kapitanatu Portu Dziwnów.
W 2008 roku dokonano tu 800 przekroczeń granicy. 
W 2006 roku ruch graniczny obejmował 871 jednostek rybackich (statki rybackie, kutry i łodzie) oraz 277 jachtów i łodzi sportowych.
Terytorialny zasięg morskiego przejścia granicznego Dziwnów obejmuje obszar portu morskiego Dziwnów, którego granice zostały określone w 2003 roku.
Przejście zostało formalnie ustanowione w 1961 roku.